# Debates na eleição presidencial brasileira de 2018
A temporada de debates nas eleições presidenciais brasileiras de 2018 foi realizada de 9 de agosto até o dia 4 de outubro. De acordo com as diretrizes do Tribunal Superior Eleitoral, os candidatos cujos partidos não estão representados na Câmara baixa do Congresso Nacional não são convidados obrigatoriamente pelos organizadores dos debates. A falta do convite foi contestada, a fim de poder participar dos debates. O primeiro debate televisionado ocorreu em 9 de agosto, realizada pela Rede Bandeirantes.Pela primeira vez não houve debate entre os candidatos no 2º turno,devido ao atentado sofrido pelo candidato Jair Bolsonaro,que por recomendações médicas fizeram que as emissoras cancelassem todos os debates feitos pelo certame

## Primeiro debate
O primeiro debate foi realizado em 9 de agosto de 2018, às 22:00, horário de Brasília e foi hospeadado pela Rede Bandeirantes. Ciro Gomes (PDT), Geraldo Alckmin, do (PSDB), Marina Silva, da (REDE), Henrique Meirelles, do (MDB), Guilherme Boulos, do (PSOL), Cabo Daciolo, do (PATRI), Álvaro Dias, do (Podemos) e Jair Bolsonaro (PSL) foram convidados, e todos eles compareceram. Houve ausência do Partido dos Trabalhadores (PT), devido a indefinição do candidato,sendo pela primeira vez desde o inicio dos debates em 1989. Luiz Inácio Lula da Silva tentou participar, mas seu pedido foi negado por unanimidade pela Justiça, pois encontra-se preso desde 7 de abril de 2018. O PT fez um debate paralelo pela internet com Fernando Haddad e Manuela D'Avila, candidatos na chapa.
O debate, mediado pelo âncora do Jornal da Band, Ricardo Boechat, foi dividido em cinco blocos de aproximadamente duas horas. Os temas que nortearam o debate foram corrupção,economia e contas públicas.

### Análise
Juan Arias, correspondente do El País no Brasil, alegou sentir a falta do candidato do PT, " Não se pode eleger vencedores, mas pode-se dizer quem são os perdedores deste palanque televisivo.". Também argumenta que Alckmin foi o "alvo" e que Daciolo "dominou os temas, sentindo à vontade".
Contrariamente às expectativas de muitos, o nome do impopular presidente Michel Temer e a Operação Lava-Jato esteve quase inteiramente fora do debate.

## Cronologia
| Data do debate televisivo | Mediadores                             | Temas que nortearam o debate | Hóspede do debate                               | Localização do estúdios | Horário | Público estimado |
| ------------------------- | -------------------------------------- | --- | ----------------------------------------------- | ----------------------- | ------- | --- |
| 9 de agosto de 2018       | Ricardo Boechat                        | corrupção contas públicas economia | Grupo Bandeirantes de Comunicação               | São Paulo, SP           | 22h     | ± 7% dos telespectadores da Grande São Paulo (241 mil pessoas)                                                                                    |
| 17 de agosto de 2018      | Amanda Klein Boris Casoy Mariana Godoy | impostos teto de gastos desemprego | RedeTV! e Istoé                                 | Osasco, SP              | 22h     | ± 3% dos telespectadores da Grande São Paulo (351 mil pessoas)                                                                                    |
| 9 de setembro de 2018     | Maria Lydia Flândoli                   | educação segurança pública aposentadoria saneamento básico | TV Gazeta, O Estado de S.Paulo, UOL e Jovem Pan | São Paulo, SP           | 18h     | [ 16 ] |
| 20 de setembro de 2018    | Joyce Ribeiro                          | Governo Lula meio ambiente segurança de dados públicos educação saúde | TV Aparecida e CNBB                             | Aparecida, SP           | 21h00   | [ 17 ] |
| 26 de setembro de 2018    | Carlos Nascimento                      | educação segurança pública aposentadoria saneamento básico | SBT, Folha de S.Paulo e UOL                     | Osasco, SP              | 17h45   | [ 18 ] |
| 30 de setembro de 2018    | Celso Freitas e Adriana Araújo         | política externa corrupção exclusão social educação Governo FHC habitação administração pública Meio Ambiente liberdade de imprensa impostos política antidrogas desemprego analfabetismo Petrobras | RecordTV                                        | São Paulo, SP           | 22h00   | ± 10% dos telespectadores da Grande Rio de Janeiro. ± 9% dos telespectadores da Grande São Paulo(570 mil domicílios) ± 1,5 milhão de internautas. |
| 4 de outubro de 2018      | William Bonner                         | legislação trabalhista administração pública tributos previdência social transporte público habitação saneamento básico saúde pública propriedade privada                                           | Rede Globo                                      | Rio de Janeiro, RJ      | 22h15   | ± 22% dos telespectadores na Grande São Paulo (1.368.000 domicílios)                                                                              |